# Gesta sanctorum patrum Fontanellensium
Die Gesta sanctorum patrum Fontanellensium oder auch Gesta abbatum Fontenellensium ist ein Geschichtswerk, das der Gattung der Gesta zuzuordnen ist, über die Äbte von St. Wandrille und ist auch dort in der ersten Hälfte des 9. Jahrhunderts entstanden.

## Bedeutung
Die Gesta abbatum Fontenellensium ist eine für die Geschichte des fränkischen Klosterwesens bedeutende Quelle, da sie neben der Geschichte der Äbte auch Einblicke in das Sozial- und Wirtschaftsleben eines fränkischen Klosters zulässt.
Außerdem ist sie das früheste Zeugnis einer klösterlichen Geschichtsschreibung im lateinischen Abendland.

## Aufbau des Textes
Der Text behandelt die Geschichte der Abtei in der chronologischen Abfolge der Äbte; angefangen bei Wandregisel, dem Gründer des Klosters, bis Ansegis, dessen Todesnachricht die letzten Zeilen des Textes bildet.
Auffällig sind größere Lücken in dieser Konstruktion, die durch die Auslassung bestimmter Äbte entstehen. So werden beispielsweise die Äbte Lantbert, Ansbert und Einhard nicht erwähnt, obwohl sie in der Geschichte des Klosters eine sehr wichtige Rolle gespielt haben und über sie in St. Wandrille sogar eigene Heiligenviten verfasst wurden.
Eine mögliche Interpretation hierfür ist, dass, eben weil über sie in St. Wandrille bereits anderes Material vorlag, sie in den Gesta abbatum nicht mehr erwähnt zu werden brauchten (Ferdinand Lot).
Andere Theorien besagen, dass der Text selbst nie wirklich beendet wurde und daher die Kapitel über einige Äbte fehlen (Jean Laport), oder, dass diese Lücken das Ergebnis späterer Überarbeitungen seien (Bruno Krusch).

## Datierung
Die genaue Datierung des Textes ist umstritten, da das älteste erhaltene Manuskript aus dem 11. Jahrhundert stammt und damit keine paläographischen Rückschlüsse auf den Entstehungszeitraum erlaubt.
Ein deutlicher Hinweis ist das im Text selbst erwähnte Todesdatum von Ansegis 833. Folglich kann der Text erst nach diesem Datum beendet worden sein; vielleicht sogar erst in den 840er Jahren. Wann die Arbeit an dem Text allerdings begonnen wurde, kann nicht abschließend beantwortet werden.
Neuere Überlegungen nehmen eine Entstehung über einen längeren Zeitraum an, der eventuell sogar schon in der Regierungszeit Einhards (817–823), spätestens aber in den ersten Jahren unter Ansegis (823–833) beginnt (Ian Wood).